# Sechstagerennen von Buenos Aires
Das Sechstagerennen von Buenos Aires war ein Wettbewerb im Bahnradsport in der argentinischen Stadt Buenos Aires. Es wurde von 1936 mit Unterbrechungen bis 2000 veranstaltet. Austragungsort war das Estadio Luna Park, eine multifunktionale Veranstaltungsarena in Buenos Aires.

## Palmarès
| Jahr      | Sieger                              | Zweiter                                | Dritter                                   |
| --------- | ----------------------------------- | -------------------------------------- | ----------------------------------------- |
| 1936      | Antonio Prior Antonio Ramos         | Bobby Echeverria Jackie Sheehan        | Willy Korsmeier Karl Kretschmer           |
| 1937 I    | Gottfried Hürtgen Karl Göbel        | Vicente Demetrio Antonio Prior         | Willy Korsmeier Luciano Montero           |
| 1937 II   | Gottfried Hürtgen Karl Göbel        | Gino Banbagiotti Ferdinand Grillo      | Jean Van Buggenhout Michel Van Vlockhoven |
| 1938      | nicht ausgetragen                   |                                        |                                           |
| 1939      | Remigio Saavedra Camiel Dekuysscher | Ferdinand Grillo Raffaele Di Paco      | Gottfried Hürtgen Karl Göbel              |
| 1940      | Gottfried Hürtgen Raffaele Di Paco  | Erland Christensen Mario Mathieu       | Roger De Neef Constant Huys               |
| 1941      | nicht ausgetragen                   |                                        |                                           |
| 1942      | Fernand Wambst Antonio Bertola      | Remigio Saavedra Mario Mathieu         | Constant Huys Frans Slaats                |
| 1943      | Remigio Saavedra Mario Mathieu      | Raffaele Di Paco Antonio Bertola       | Constant Huys Bruno Loatti                |
| 1944      | Frans Slaats Raffaele Di Paco       | Remigio Saavedra Mario Mathieu         | Constant Huys Antonio Bertola             |
| 1945      | Remigio Saavedra Mario Mathieu      | Raffaele Di Paco Antonio Bertola       | Constant Huys Bruno Loatti                |
| 1946      | Émile Ignat Gilbert Doré            | Angel Castellani Mario Mathieu         | Raoul Breuskin Émile Bruneau              |
| 1947      | Alvaro Giorgetti Antonio Bertola    | Émile Ignat Gilbert Doré               | Remigio Saavedra Émile Bruneau            |
| 1948      | Ángel Castellani Antonio Bertola    | Alvaro Giorgetti Robert Vercellone     | Alejandro Fombellida Raoul Martin         |
| 1949 I    | Alvaro Giorgetti Robert Vercellone  | Alejandro Fombellida Raoul Martin      | Antonio Bertola Angel Castellani          |
| 1949 II   | Alejandro Fombellida Raoul Martin   |                                        |                                           |
| 1950–1955 | nicht ausgetragen                   |                                        |                                           |
| 1956      | Héctor Acosta Bruno Sivilotti       | Antonio Alexandre Rodolfo Caccavo      | Elvio Giacché Óscar Giacché               |
| 1957      | nicht ausgetragen                   |                                        |                                           |
| 1958      | Jorge Bátiz Fausto Coppi            | Alfredo Estmatges Gabriel Saura        | Antonio Alexandre Ramon Vazquez           |
| 1959      | Jorge Bátiz Mino De Rossi           | Jacques Bellenger Bernard Bouvard      | Antonio Alexandre Duilio Biganzoli        |
| 1960      | Enzo Sacchi Ferdinando Terruzzi     | Jorge Bátiz Ramon Vazquez              | Bernard Bouvard Jean Raynal               |
| 1961      | Miguel Poblet Jorge Bátiz           | Leandro Faggin Guido Messina           | Manfred Donike Edi Gieseler               |
| 1962      | nicht ausgetragen                   |                                        |                                           |
| 1963      | Ricardo Senn Jorge Bátiz            | Guillermo Timoner Francisco Tortellá   | Willi Altig Leo Sterckx                   |
| 1964      | Ricardo Senn Jorge Bátiz            | Gustav Kilian jr. Robert Lelangue      | Carlos Roqueiro Mino De Rossi             |
| 1965–1982 | nicht ausgetragen                   |                                        |                                           |
| 1983      | Willy De Bosscher Stefan Schröpfer  | Avelino Perea Modesto Urrutibeazcoa    | Marcelo Alexandre Eduardo Trillini        |
| 1984      | Roman Hermann Eduardo Trillini      | Avelino Perea Modesto Urrutibeazcoa    | Willy Debosscher René Kos                 |
| 1985–1986 | nicht ausgetragen                   |                                        |                                           |
| 1987      | Marcelo Alexandre Eduardo Trillini  |                                        |                                           |
| 1988–1992 | nicht ausgetragen                   |                                        |                                           |
| 1993      | Marcelo Alexandre Danny Clark       | Gabriel Curuchet Juan Esteban Curuchet | Jimmi Madsen Bruno Risi                   |
| 1994–1998 | nicht ausgetragen                   |                                        |                                           |
| 1999      | Gabriel Curuchet Juan Curuchet      | Adriano Baffi Andrea Collinelli        | Jimmi Madsen Bruno Risi                   |
| 2000      | Gabriel Curuchet Juan Curuchet      | Joan Llaneras Walter Pérez             | Gustavo Artacho Bruno Risi                |

1937 und 1949 fanden jeweils zwei Rennen statt. Erfolgreichster Fahrer des Sechstagerennens ist der Argentinier Jorge Bátiz mit fünf Siegen.